# Globos de Ouro de 1998
A 3ª edição dos Globos de Ouro ocorreu a 5 de abril de 1998 no Coliseu dos Recreios, em Lisboa, com apresentação de Catarina Furtado.

## Cinema
- Melhor Filme: Tentação, de Joaquim Leitão
- Melhor Realizador: Joaquim Leitão em Tentação, de Joaquim Leitão
- Melhor Atriz: Ana Zanatti em Porto Santo, de Vicente Jorge Silva
- Melhor Ator: Joaquim de Almeida em Tentação, de Joaquim Leitão
- nomeado: Ruy de Carvalho em Inês de Portugal, de José Carlos de Oliveira

## Desporto
- Personalidade do Ano: Carla Sacramento

## Moda
- Personalidade do Ano: José António Tenente e Maria Gambina

## Teatro
- Personalidade do Ano: João Mota

## Música
- Melhor Intérprete Individual: Paulo Gonzo
- Melhor Grupo: Madredeus
- Melhor Canção: "Jardins Proibidos"- Paulo Gonzo & Olavo Bilac

## Televisão
- Melhor apresentador de Informação: José Alberto Carvalho
- Melhor apresentador de Entretenimento: Herman José
- Melhor Programa de Ficção e Comédia: Herman Enciclopédia
- Melhor Programa de Entretenimento: Chuva de Estrelas
- Melhor Programa de Informação: Jornal da Noite

## Prémio de Carreira
- Ruy de Carvalho